# Lindera vonná
Lindera vonná (Lindera benzoin) je keř z čeledi vavřínovité. Pochází z východní části Severní Ameriky. (Název lindera vonná je někdy používán i pro druh Lindera fragrans.)

## Popis
Je to dvoudomý opadavý keř dorůstající výšky 1,8 až 3,7 metru. Často se rozmnožuje pomocí kořenových výmladků, a vytváří tak křoviny. Listy jsou střídavě uspořádané, jednoduché, oválného tvaru, tmavě zelené se světlejší spodní stranou. Rostlina má silně aromatické listy a stonky s kořeněnou a citrusovou vůní. Květy jsou žluté, vonné, a plody jsou červené bobule, které jsou vyhledávanou potravou několika druhů ptáků.

## Využití
Rostlina se často pěstuje v zahradách a její listy, pupeny a nové výhonky se mohou použít na přípravu čaje. Sušené mleté plody se používaly jako náhrada za nové koření. Lindera vonná je také oblíbenou potravou pro některé druhy motýlů.